# 大內宿
37°20′02″N 139°51′39″E / 37.33389°N 139.86083°E

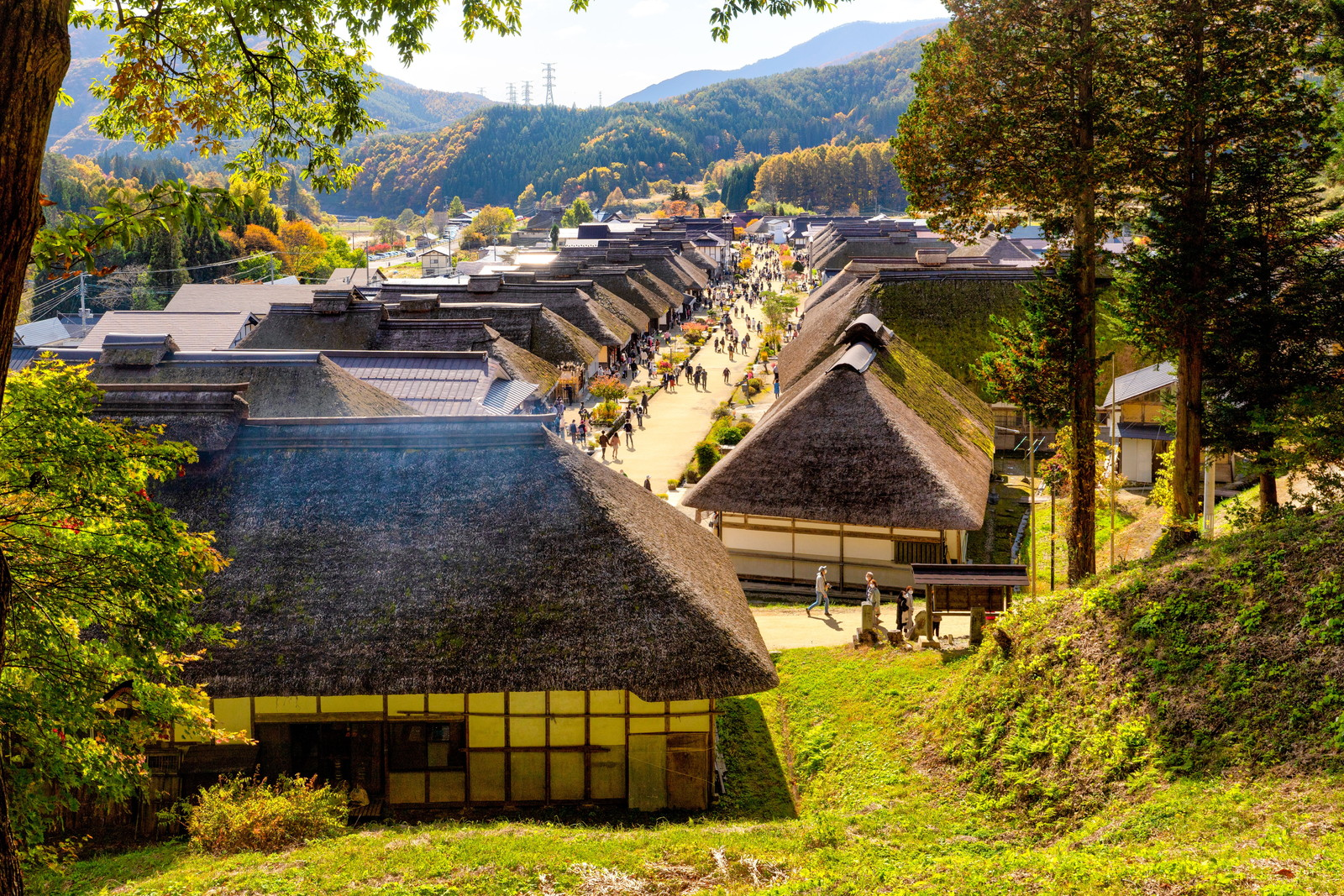
大內宿

大内宿（日语：／ Ōuchijyuku）是位於日本福島縣南會津郡下鄉町大字大內，修建於江戶時代的會津西街道的「半農半宿」宿場。明治之後由於開通鐵路，這一地區失去了宿場地位，轉型為觀光景區。1981年，該地被選入重要傳統的建造物群保存地區。